# Vráble
Vráble (in ungherese Verebély) è una città della Slovacchia facente parte del distretto di Nitra, nella regione omonima.

## Amministrazione

### Gemellaggi
- Andouillé
- Csurgó
- Nova Varoš